# Napier 40/50 hp
Napier 40/50 hp är en personbil, tillverkad av den brittiska biltillverkaren Napier & Son mellan 1919 och 1924. 

## Napier 40/50 hp
Redan före första världskriget hade Napier byggt ett antal sexcylindriga modeller med gott renommé. Efter kriget kom en ny modell vars motor inspirerats av företagets flygmotorer. Motorblocket var gjutet i ett stycke i aluminiumlegering. Cylinderhuvudet hade en överliggande kamaxel, driven från vevaxelns främre ände via kamskaft. Motorn hade dubbeltändning och matades med en enkel SU-förgasare. Med en toppeffekt på 82 hk vid 2000 varv/min var den tunga bilen något undermotoriserad.
Bilens chassi var inte lika modernt, med stela hjulaxlar upphängda i bladfjädrar och kantileverfjädring bak. Bromsar fanns bara på bakhjulen. Karosserna tillverkades av Napiers dotterbolag Cunard Motor and Carriage.
De sista bilarna som byggdes 1924 fick fyrhjulsbromsar. Försäljningen hade inte motsvarat förväntningarna och Napier avslutade sin biltillverkning för att istället fokusera på sina mer framgångsrika flygmotorer.

## Motor
| Modell | Motor               | Cylindervolym | Effekt | Bränslesystem   |
| ------ | ------------------- | ------------- | ------ | --------------- |
| 40 hp  | 6-cyl radmotor SOHC | 6177 cm³      | 82 hk  | Enkel förgasare |